# NGC 4422
NGC 4422 é uma galáxia elíptica (E-S0) localizada na direcção da constelação de Virgo. Possui uma declinação de -05° 49' 49" e uma ascensão recta de 12 horas, 27 minutos e 12,0 segundos.
A galáxia NGC 4422 foi descoberta em 25 de Abril de 1784 por William Herschel.